# Émetteur de Chalindrey
L'émetteur de télévision et de radio de Chaumont-Chalindrey est situé à l'est de Langres dans le département de la Haute-Marne (52) en région Champagne-Ardenne.
Installé sur le plateau du Cognelot à 462 m d'altitude, il est constitué d'un pylône haubané d'une hauteur de 199,4 m.
À l'origine, cet émetteur intercalaire a été mis en service en 1977 pour diffuser les émissions radio à modulation de fréquence de Radio France (France Inter, France Culture, France Musique) et les émissions de télévision en 625 lignes UHF SECAM des trois chaînes nationales dans le Sud-Est de la région Champagne-Ardenne.

## Télévision

### Diffusion analogique
Diffusion arrêtée en 2010.
| Chaîne                     | Puissance | Canal de diffusion | Gamme d'ondes | Polarisation |
| -------------------------- | --------- | ------------------ | ------------- | ------------ |
| TF1                        | 25 kW PAR | 52                 | UHF           | Horizontale  |
| France 2                   | 25 kW PAR | 49                 | UHF           | Horizontale  |
| France 3 Champagne-Ardenne | 25 kW PAR | 55                 | UHF           | Horizontale  |
| France 5 / Arte            | 24 kW PAR | 57                 | UHF           | Horizontale  |
| M6                         | 20 kW PAR | 39                 | UHF           | Horizontale  |

### Diffusion numérique[3]
| Multiplex | Chaînes comprises                                                | Diffuseur | Canal de diffusion | Puissance |
| --------- | ---------------------------------------------------------------- | --------- | ------------------ | --------- |
| R1        | France 2, France 3 Champagne-Ardenne, France 4, et France Info   | TDF       | 46H                | 6,3 kW    |
| R2        | Gulli, BFM TV, CNews, CStar, T18, Novo 19                        | TDF       | 40H                | 2,3 kW    |
| R4        | France 5, M6, Arte, W9, 6ter et Paris Première                   | TDF       | 36H                | 6,2 kW    |
| R6        | TF1, LCP,TMC, TFX et LCI                                         | TDF       | 47H                | 6,3 kW    |
| R7        | TF1 Séries Films, L'Équipe, RMC Story, RMC Découverte, Chérie 25 | TDF       | 26H                | 6,3 kW    |

## RadiosFM
| Fréquence | Radio           | Catégorie      | Puissance |
| --------- | --------------- | -------------- | --------- |
| 90.4      | France Culture  | Radio publique | 15 kW     |
| 93.3      | France Musique  | Radio publique | 15 kW     |
| 94.4      | Magnum la radio | B              | 500 W     |
| 95.7      | France Info     | Radio publique | 500 W     |
| 96.5      | France Inter    | Radio publique | 15 kW     |
| 100.5     | RTL2            | D              | 500 W     |
| 101.0     | Fun Radio       | D              | 500 W     |
| 102.1     | Europe 1        | E              | 500 W     |
| 103.1     | RFM             | D              | 500 W     |
| 106.4     | RTL             | E              | 500 W     |

## Téléphonie mobileet autres transmissions[4]
| Opérateur        | Relais       | Faisceau hertzien |
| ---------------- | ------------ | ----------------- |
| Bouygues Telecom | 2G, 3G et 4G | Oui               |
| SFR              | 2G, 3G et 4G | Oui               |
| Free             | 3G et 4G     | Non               |

Outre Bouygues Télécom et SFR, TDF et le service fixe d'Orange transmettent et reçoivent des données par faisceau hertzien.
L'opérateur de WiMAX IFW transmet et reçoit une BLR de 3 GHz depuis le pylône.
La DIR utilise les ondes COM TER pour communiquer.